# Dux Syriae
Il Dux Syriae era il comandante di truppe limitanee di un settore del limes orientale, nella diocesi d'Oriente della Siria. Suo diretto superiore era al tempo della Notitia dignitatum (nel 400 circa), il magister militum per Orientem.

## Elenco unità
Era a capo di ben 18 unità o distaccamenti di unità, come risulta dalla Notitia Dignitatum (Orien. XXXIII):
- Equites scutarii Illyriciani, Seriana; Equites promoti Illyriciani, Occariba; Equites sagittarii indigenae, a Matthana e Anatha; Equites promoti indigenae, ad Adada e Rosafa; Equites sagittarii, a Acadama e Acauatha; Equites Dalmatae Illyriciani, Barbalisso; Equites Mauri Illyriciani, Neocesarea;
- legio IV Scythica, Oresa; legio XVI Flavia Firma, Sura;
- Ala I nova Herculia, Ammuda; Ala I Iuthungorum, Salutaria;
- Cohors I Gotthorum, Helela; Cohors I Ulpia Dacorum, Claudiana; Cohors III Valeria, Marmantharum; Cohors I victorum, Ammattha.

### Fonti primarie
- Notitia Dignitatum, Orien. XXXIII.

### Fonti storiografiche moderne
- J.Rodríguez González, Historia de las legiones Romanas, Madrid, 2003.
- A.K.Goldsworthy, Storia completa dellesercito romano, Modena 2007. ISBN 978-88-7940-306-1
- Y.Le Bohec, Armi e guerrieri di Roma antica. Da Diocleziano alla caduta dell'impero, Roma 2008. ISBN 978-88-430-4677-5